# Tetraponera rufipes
Tetraponera rufipes é uma espécie de formiga do gênero Tetraponera, pertencente à subfamília Pseudomyrmecinae.